# Hinesville
Hinesville è una città degli Stati Uniti d'America, situata nella contea di Liberty nello Stato della Georgia.